# رافاييل سيلفا (لاعب كرة قدم)
رافاييل سيلفا هو لاعب كرة قدم برازيلي في مركز الهجوم، ولد في 26 مايو 1995 في غويانيا في البرازيل. لعب مع Luverdense Esporte Clube ‏.

## وصلات خارجية
- رافاييل سيلفا (لاعب كرة قدم) على موقع قاعدة بيانات كرة القدم.إي يو (الإنجليزية)
- رافاييل سيلفا (لاعب كرة قدم) على موقع Soccerway.com (الإنجليزية)